# Manuel Piñeiro
Manuel Piñeiro Losada (* 14. März 1933 in Matanzas, Kuba; † 11. März 1998 in Havanna), genannt Barbarroja (Rotbart), war ein kubanischer Politiker und einer der militärischen Führer der Kubanischen Revolution. 
Piñeiro war von 1961 bis 1964 der erste Direktor des staatlichen kubanischen Nachrichtendienstes Dirección de Inteligencia und bis 1968 Vize-Minister im Innenministerium mit der Zuständigkeit für die staatlichen Sicherheitsdienste.

## Leben
Piñeiro entstammte einer begüterten Familie eines Angestellten des Spirituosenherstellers Bacardí.
Er beteiligte sich an den Studentenprotesten und Demonstrationen gegen den Staatsstreich vom 10. März 1952, mit dem sich der Diktator Fulgencio Batista an die Spitze der kubanischen Regierung putschte.
Im September 1953 schickte ihn seine Familie zum Studium an die Columbia University in New York City, um ihn von den politischen Unruhen auf Kuba fernzuhalten. Während er in den USA studierte, begann er auch gegen die sozialen, rassistischen und politischen Diskriminierungen in den USA zu opponieren.   
1955 kehrte er in seine Heimatstadt zurück, wo er eines der Gründungsmitglieder der Bewegung des 26. Juli wurde. 
Bald nach seiner Rückkehr wurde er von Batistas Sicherheitsdienst wegen seiner Teilnahme an der politischen Untergrundbewegung verhaftet.
Nach seiner Freilassung setzte er seine Widerstandsarbeit in Havana fort. Als er bemerkte, dass er weiterhin von der Geheimpolizei observiert wurde, entschied er sich dazu, in die Berge der östlichen Sierra Maestra zu gehen, um dort die Guerrillabewegung um Fidel Castro zu unterstützen.
Im März 1958 wurde er für seine Verdienste im kubanischen Freiheitskampf von Fidel Castro ausgezeichnet und mit der Integration der neugeschaffenen zweiten Front beauftragt, die unter dem Namen Frank País von Castros jüngerem Bruder Raúl kommandiert wurde. Während seiner Fronteinsätze hatte Piñeiro vielfältige Begegnungen mit Angehörigen der regulären kubanischen Armee des Diktators Batista. Daraus ergab es sich, dass er zum Leiter der Abteilung Personal und Inspektion der kubanischen Revolutionsarmee wurde. Dies beinhaltete auch den Nachrichtendienst der Guerrilleros und die daraus entstandene Policía Rebelde.
Während der Kämpfe zur Befreiung der zweitgrößten kubanischen Stadt Santiago de Cuba wurde Piñeiro zum Comandante (Major) der Rebellenarmee befördert, dem höchsten Dienstgrad. Bis zum vollständigen Sieg der Revolution in Kuba wurde er zum Militärkommandeur der Garnison in Santiago de Cuba.
Danach wurde er nach Havana berufen, wo er in verschiedenen Funktionen an der Entstehung und Entwicklung der kubanischen Sicherheitsbehörden und Nachrichtendienste beteiligt war. Im März 1959 war er Vorsitzender des auf persönlichen Befehl Fidel Castros wiederholten Revolutionstribunals gegen Angehörige der kubanischen Luftwaffe, das als grober Verstoß gegen Grundprinzipien der Justiz für internationale Aufmerksamkeit sorgte. Nach einem ausführlichen Verfahren waren die als Kriegsverbrecher Beschuldigten aus Mangel an Beweisen Anfang März freigesprochen worden, bevor unter dem Vorsitz Piñeiros ein zweites Verfahren wenige Tage später ohne neue Beweise mit bis zu 30-jährigen Haftstrafen endete.
Im zweiten Halbjahr 1959 wurde er aus der ostkubanischen Provinz Oriente in die Hauptstadt Havanna abkommandiert, um von dort aus den Sicherheits- und Geheimdienstapparat der Revolutionsregierung aufzubauen. Am 6. Juni 1961 wurde er zum Vize-Minister im kubanischen Innenministerium ernannt. 1964 übernahm er selbst die Leitung der von ihm initiierten Dirección de Inteligencia (DI). Eine zentrale, von ihm betreute Aufgabe, die ihn bis zu dessen Tod eng mit Ernesto „Che“ Guevara zusammenarbeiten ließ, war von Beginn an der „Revolutionsexport“, also die Unterstützung verbündeter linksrevolutionärer Organisationen in anderen Ländern. Eines der ersten Zielländer war Argentinien: die auf Kuba zusammengestellte und trainierte Guerillagruppe Ejército Guerrillero del Pueblo („Volksguerilla-Armee“, EGP) wurde 1963 von Ricardo Masetti im argentinisch-bolivianischen Grenzgebiet angeführt, der nach Etablierung einer stabilen Basis von Guevara abgelöst werden sollte. Die EGP wurde jedoch 1964 von den argentinischen Sicherheitskräften zerschlagen und Guevara entschied sich für Bolivien als Schwerpunktland für einen neuen Guerillakrieg in Südamerika. 1965 war Piñeiro für die Organisation der Rückkehr Guevaras aus dem Kongo über Tanzania und die Tschechoslowakei nach Kuba und seine spätere Weiterreise nach Bolivien zuständig. Beim Guerilla-Einsatz in Afrika war Guevara von über 140 Kubanern begleitet worden, nach Bolivien gingen mehr als 20.
1965 erhielt Piñeiro Unterstützung von Markus Wolf zur Reorganisation der Dirección de Inteligencia. 1967/68 war er an der Aufdeckung einer als „Mikrofraktion“ bezeichneten Verschwörung einiger führender Mitglieder der Kommunistischen Partei mit hohen Vertretern der Sowjetunion beteiligt, die für eine heftige Krise zwischen den beiden Regierungen sorgte. Nach Beilegung dieser Krise verließ Piñeiro die DI und übernahm die Amerika-Abteilungen im kubanischen Außenministerium und im Apparat des Zentralkomitees der Kommunistischen Partei Kubas, dessen Mitglied er von 1965 bis 1997 war.
Anfang der 1970er Jahre lebte er eine Zeitlang in Chile, um die Regierung von Salvador Allende zu unterstützen. 1979 unterstützte er die sandinistische Revolution in Nicaragua.
1997 gab er alle seine Ämter auf und begann mit der Herausgabe seiner Erinnerungen zur kubanischen und lateinamerikanischen Geschichte.
Am 11. März 1998 starb er durch einen Autounfall. Er war in zweiter Ehe mit der chilenischen Soziologin Marta Harnecker verheiratet. Ihre gemeinsame Tochter, Camila Piñeiro Harnecker, lebt in den USA, von wo aus sie sich für das Ende des Embargos gegen Kuba einsetzt.

## Schriften
- Che Guevara and the Latin American Revolutionary Movements.
- Barbarroja: Selección De Testimonios Y Discursos Del Comandante Manuel Piñeiro Losada.